# プラネタリウムクリエイター 大平貴之監修 ホームスター ポータブル
プラネタリウムクリエイター 大平貴之監修 ホームスター ポータブルはPlayStation Portable（PSP）用のソフト。2006年10月19日よりセガから発売された。
家庭用プラネタリウムのホームスターやメガスター2 cosmosの製作者の大平貴之と国立天文台の渡部潤一教授の協力により500万以上の星を収録している。日時と場所を指定することでその場所、その時間で見られる星空を再現する。恒星や惑星はもちろんのこと、日食、月食、ハレー彗星、流星群といった過去・未来の天体現象も手軽に再現できる。星座の名前や星の名前なども表示され、星にまつわるエピソードも収録されており、天体初心者でも手軽に星に親しめる。
別売のGPSレシーバーを使うことで現在その場所から見られる星空の解説を表示させることもできる。
ゲームシェアリング機能に対応しており、ソフトの入っていないPSPにデータを無線配信することで、星空を「おすそわけ」することもできる。